# Pleopeltis lepidopteris
Pleopeltis lepidopteris là một loài dương xỉ trong họ Polypodiaceae. Loài này được de la Sota mô tả khoa học đầu tiên năm 2007.
Danh pháp khoa học của loài này chưa được làm sáng tỏ. 